# Carl Little
Carl Maurice Little (* 17. März 1924 in Campbellton, New Brunswick; † 2. Juni 2016 in Courtenay, British Columbia) war ein kanadischer Pianist, Organist und Hörfunkproduzent.

## Leben und Wirken
Little studierte an der McGill University Musikgeschichte und -theorie bei Douglas Clarke, daneben Klavier von 1946 bis 1948 am Conservatoire de musique du Québec bei Isidore Philipp und von 1951 bis 1952 in London bei Harold Craxton.
Er gab dann Konzerte bei CBC Halifax und Toronto, unternahm Konzertreisen durch Kanada und war Organist in Montreal, Toronto und North Saanich. 1953 gründete er mit seinem Bruder George Little das Otter Lake Music Centre (später Canadian Amateur Musicians/Musiciens amateurs du Canada, CAMMAC), eine Organisation zur Förderung der Amateurmusik, deren Direktor er bis zu seinem Tode war.
Ab 1952 arbeitete er für CBC Montreal als Produzent; 1959 wechselte er zu CBC Toronto, wo er von 1972 bis 1975 Leiter der Musiksendungen des English network war. Danach wirkte er bis 1978 als Manager des National Arts Centre Orchestra (NACO). 1980 gründete er mit seiner Frau Barbara Wolfond Little in Victoria die Galerie Arts Connection.
Seine Schwester Edna Little (Edna Knock) wurde als Musikpädagogin und Dirigentin bekannt.